# Муха Антон Іванович
Анто́н Іва́нович Муха (*7 січня 1928, Шебаліно, Західно-Сибірського краю, родовід з м. Білопілля на Сумщині — 19 липня 2008, Ворзель) — радянський і український композитор, музикознавець.

## Життєпис
Закінчив Київську консерваторію по класу композиції М. Вілінського, по класу оркестрування Б. Лятошинського (1952), там само — аспірантуру (1955, керівник М. Вілінський). 
Працював музичним редактором Київської телестудії, ст. референтом СКУ. 
З 1962 — наук. (з 1991 — провідний) співробітник ІМФЕ, 2002-04 — зав. відділу, Кандидат мистецтвознавства (1966), доктор мистецтвознавства (1982), професор (1993). Член НСКУ.

## Творчий доробок
- дит. балет «Мрія» (лібр. Л.Бондаренко, 1969)
- для симф. оркестри:
  - «Симфонія» (1956, 2-а ред. 1959)
  - «Концертний вальс» (1954)
- Сюїти:
  - «Піонерський бал» (1960)
  - «Царевич і три лікарі» (1971)
- Симфонічна казка «Про дітей і дорослих» (1971)
- Для скрипки з оркестром:
  - Концерт («Юнацький», 1952, 3-я ред. 1997)
- Для камерної оркестри:
  - «Маленька сюїта у старовинному стилі» (1978)
  - «Поліфонічні варіації» (1978)
- Для оркестри народних інструментів:
  - «Протяжна» (1950, вар. для симф. орк.)
- Камерні твори
- Обробки народних пісень

Музикознавчі праці:
- Принцип програмності в музиці. К., 1966;
- Симфонічний оркестр та його інструменти. К, 1967;
- Процесс композиторского творчества. К., 1979;
- Країна Симфонія. К., 1988;
- Композитори світу в їх зв'язках з Україною, К., 2000;
- статті і розділи в колективних працях
- довідники СКУ
- попул. зб. «Музиканти сміються» («Веселий камертон»)
- статті, рецензії, редагування праць.

## Фільмографія
- «П'яні вовки» (1962, мультфільм)
- «Золоте яєчко» (1963, мультфільм)
- «Мишко + Машка» (1964, мультфільм)
- «Життя навпіл» (1965, мультфільм)
- «Казка про царевича і трьох лікарів» (1965, мультфільм)
- «Осколки» (1966, мультфільм)
- «Мова тварин» (1967, науково-популярний фільм, у співавт; реж. Ф. Соболєв)
- «Страшний звір» (1969, мультфільм за мотивами казки «Пан Коцький»)
- «Парасолька на риболовлі» (1973, мультфільм)
- «Вересовий мед» (1974, мультфільм)
- «Оленятко — білі ріжки» (1974, мультфільм)
- «Казки про машини» (1975, мультфільм)
- «Справжній ведмедик» (1977, мультфільм)
- «Відкритий лист селезня» (1978, мультфільм)
- «Казка про чудового лікаря» (1979, мультфільм)
- «Партизанська снігуронька» (1981, мультфільм)